# Water Verve
Water Verve is een nummer van de Rotterdamse dj Mark van Dale uit 1998.
In het nummer is de melodie van Bitter Sweet Symphony van The Verve gesampled, dat ook weer een sample bevat uit The Last Time van The Rolling Stones. Toen DJ Quicksilver Water Verve remixte, leverde het nummer Mark van Dale in diverse landen een hit op. De plaat bereikte de 20e positie in de Nederlandse Top 40 en de 10e in de Vlaamse Ultratop 50.